# Lentitheciaceae
Lentitheciaceae es una familia de hongos en el orden Pleosporales. Sus taxones tienden a habitar en zonas de vegetación acuática dulce o en tierra firme y son saprofitas, a menudo creciendo sumergidos o parcialmente sumergidos.

## Géneros
- Katumotoa
- Keissleriella
- Lentithecium
- Leptosphaeriaceae
- Leptosphaeria
- Neophaeosphaeria
- Lindgomycetaceae
- Lindgomyces